# カネヒムロ
カネヒムロ（欧字名:Kane Himuro、1968年3月28日 - 1997年9月16日）は、日本の競走馬、繁殖牝馬。
1971年の優駿牝馬（オークス）を優勝。繁殖牝馬としても1978年の優駿賞年度代表馬であるカネミノブ（父:バーバー）を産んだ。

## 経歴

### デビューまで
1968年3月28日、青森県六戸町の青森牧場で鹿毛の牝馬（後のカネヒムロ）が誕生。2歳春には上北町の牧場に移動、母と同じく金指の所有となった。金指は、冠名「カネ」を馬名の冒頭に用い、末尾には牝馬ならば植物名を組み合わせる命名ルールが存在した。そのルールに則り、仔には「カネ」にヒノキ科の「ヒムロ」を組み合わせた「カネヒムロ」という競走馬名が与えられた。
金指は、競走馬デビューに際して、阿部正太郎調教師や野平省三調教師に管理を依頼したが、小さく貧しい馬体だったために、両方に断られた。そこで金指は、阿部厩舎に入れず、余り物となった馬を多く管理していた若手の成宮明光調教師に依頼し、成宮厩舎に入厩が決定した。カネヒムロは3歳春に白井分場に入厩、成宮によれば入厩当時は「尻尾の毛もわずかしかないし、ネズミみたいにちっこい馬で商品価値のない馬だなあ」と振り返っている。

### 競走馬時代
1970年8月30日、中山競馬場の新馬戦（芝1200メートル）に蛯沢誠治が騎乗して逃げ切り、デビュー戦勝利。2連敗の後、200万円以下のおみなえし賞で2勝目となった。再び2連敗を経て年を越して1971年、4歳と始動戦には1月23日、東京競馬場の新春4歳牝馬ステークスに、加賀武見に乗り替わり、9頭立て6番人気の支持で出走。後方待機で直線コースに向かい、追い込みを決めて3勝目とした。
新春4歳牝馬ステークス参戦直前は、発情を防ぐためにホルモン注射を行っていた。発情による精神的不安を解消して勝利に至ったが、その代償として生理不順を起こし、それからクイーンカップ12着、蛯沢に戻った桜花賞のトライアル競走、阪神4歳牝馬特別では18着。桜花賞では岡部幸雄に乗り替わり、15着。優駿牝馬（オークス）の東京4歳牝馬特別でも8着となり、4連敗と調子を落としていた。
白井分場で調整された後、6月6日の優駿牝馬（オークス）は不良馬場の中、10番人気で出走した。後方の位置から、直線大外に持ち出し追い上げていた。中団から先に抜け出していたサニーワールドを外からかわし、1馬身差をつけて先頭で入線した。当時のレコードタイムとは、8秒遅い走破タイムで優勝、岡部にとって自身初となるクラシック勝利であった。なお、参戦時の馬体重384キログラムは、GI級競走史上最少記録を更新した。岡部は「（前略）ただオーバーペース気味だったので展開がカネヒムロ向きだった。とにかく道悪がうまい。それにギリギリに仕上がっていたし、一瞬の切れ味はハクセツと甲乙つけがたい」と証言している。
以降、11戦に出走するも勝利することができなかった。6歳3月の中山牝馬ステークスでは最下位で11連敗となり、可哀想に思った金指により引退が決定した。
1981年7月、日本中央競馬会が主催し、松屋で開催された「あなたが選んだサラブレッドなんでもベスト10」の「雨が降ると思い出を残してくれた馬」部門にて1万834票を集め、1位に輝いている。

### 繁殖牝馬時代
引退後は、生まれ故郷の青森牧場で繁殖牝馬となった。初仔のカネミノブ（父:バーバー）が、1978年の有馬記念を制し母仔での八大競走制覇を果たした。繁殖牝馬引退後も功労馬として北海道で余生を送り、1997年秋に放牧中転倒し右前脚骨折、安楽死の処置が執られた。

## 競走成績
以下の内容は、netkeiba.com およびJBISサーチ の情報に基づく。
| 競走日     | 競馬場 | 競走名             | 格   | 距離（馬場）  | 頭 数 | 枠 番 | 馬 番 | オッズ（人気） | 着順 | タイム  | 0騎手     | 斤量 [kg] | 1着馬（2着馬）     |
| ---------- | ------ | ------------------ | ---- | ------------- | ----- | ----- | ----- | -------------- | ---- | ------- | --------- | --------- | ------------------ |
| 1970.08.30 | 中山   | 3歳新馬            |      | 芝1200m（良） | 15    | 1     | 1     | 014.40（4人）  | 01着 | 01:12.5 | 0蛯沢誠治 | 49        | （ヒダプリンス）   |
| 0000.09.13 | 中山   | 芙蓉S              |      | 芝1200m（良） | 6     | 4     | 4     | 020.50（5人）  | 03着 | 01:12.8 | 0大和田稔 | 52        | パワーエクスプレス |
| 0000.10.04 | 中山   | サルビヤ賞         | 2下  | 芝1200m（稍） | 13    | 3     | 3     | 007.90（4人）  | 02着 | 01:12.1 | 0蛯沢誠治 | 52        | ナスノカオリ       |
| 0000.10.17 | 東京   | おみなえし賞       | 2下  | 芝1200m（不） | 13    | 4     | 4     | 008.10（3人）  | 01着 | 01:13.9 | 0蛯沢誠治 | 52        | （メジロゲッコウ） |
| 0000.11.23 | 東京   | 府中3歳S           |      | 芝1600m（稍） | 10    | 6     | 6     | 008.30（4人）  | 06着 | 01:41.0 | 0蛯沢誠治 | 53        | ヤシマライデン     |
| 0000.12.06 | 中山   | 3歳牝馬S           |      | 芝1600m（良） | 11    | 4     | 4     | 004.20（1人）  | 09着 | 01:38.6 | 0蛯沢誠治 | 54        | ホウネン           |
| 1971.01.23 | 東京   | 新春4歳牝馬S       |      | 芝1600m（重） | 9     | 5     | 5     | 018.80（6人）  | 01着 | 01:41.2 | 0加賀武見 | 53        | （ヤマアズマ）     |
| 0000.02.21 | 中山   | クイーンカップ     |      | 芝1600m（良） | 17    | 7     | 14    | 012.50（4人）  | 12着 | 01:39.7 | 0加賀武見 | 53        | ヤマアズマ         |
| 0000.03.28 | 阪神   | 阪神4歳牝馬特別    |      | 芝1400m（良） | 21    | 8     | 20    | 144.9（20人）  | 18着 | 01:26.8 | 0蛯沢誠治 | 54        | エリモジェニー     |
| 0000.04.18 | 阪神   | 桜花賞             |      | 芝1600m（不） | 25    | 8     | 24    | 023.60（9人）  | 15着 | 01:41.8 | 0岡部幸雄 | 55        | ナスノカオリ       |
| 0000.05.16 | 東京   | 東京4歳牝馬特別    |      | 芝1800m（良） | 15    | 2     | 2     | 027.30（6人）  | 08着 | 01:51.0 | 0岡部幸雄 | 54        | ナスノカオリ       |
| 0000.06.06 | 東京   | 優駿牝馬           |      | 芝2400m（不） | 23    | 6     | 17    | 024.30（9人）  | 01着 | 02:36.0 | 0岡部幸雄 | 55        | （サニーワールド） |
| 0000.10.31 | 京都   | 京都牝馬特別       |      | 芝1600m（不） | 21    | 8     | 21    | 038.0（10人）  | 11着 | 01:41.8 | 0岡部幸雄 | 53        | ヤマニビーナス     |
| 0000.11.21 | 京都   | ビクトリアカップ   |      | 芝2400m（良） | 19    | 7     | 16    | 020.9（10人）  | 04着 | 02:29.9 | 0岡部幸雄 | 55        | タイヨウコトブキ   |
| 1972.03.26 | 中山   | 東京新聞杯         |      | 芝2000m（不） | 11    | 5     | 5     | 008.90（3人）  | 06着 | 02:09.8 | 0岡部幸雄 | 50        | アカネテンリュウ   |
| 0000.04.30 | 東京   | アメリカJCC        |      | 芝2400m（良） | 7     | 3     | 3     | 030.90（6人）  | 04着 | 02:30.3 | 0岡部幸雄 | 52        | メジロアサマ       |
| 0000.05.21 | 中山   | ダイヤモンドS      |      | 芝3200m（良） | 8     | 7     | 7     | 009.00（5人）  | 07着 | 03:25.3 | 0岡部幸雄 | 49        | バンライ           |
| 0000.07.02 | 東京   | 日本経済賞         |      | 芝2500m（良） | 13    | 2     | 2     | 111.9（12人）  | 12着 | 02:35.4 | 0岡部幸雄 | 52        | カツタイコウ       |
| 0000.10.29 | 東京   | 牝馬東京タイムズ杯 |      | 芝1600m（良） | 15    | 1     | 1     | 025.80（9人）  | 11着 | 01:37.6 | 0蛯沢誠治 | 53        | トクザクラ         |
| 0000.12.09 | 中山   | 4歳上オープン      |      | 芝1800m（重） | 10    | 8     | 9     | 015.50（7人）  | 08着 | 01:52.8 | 0蛯沢誠治 | 53        | ノボルトウコウ     |
| 1973.01.07 | 東京   | 金杯（東）         |      | 芝2000m（不） | 13    | 5     | 7     | 017.10（7人）  | 04着 | 02:06.0 | 0蛯沢誠治 | 49        | クリイワイ         |
| 0000.02.11 | 東京   | アメジストS        | 10下 | ダ1600m（良） | 9     | 8     | 8     | 016.70（6人）  | 08着 | 01:38.7 | 0蛯沢誠治 | 54        | メールウイン       |
| 0000.03.18 | 中山   | 中山牝馬S          |      | 芝1800m（良） | 12    | 2     | 2     | 026.1（11人）  | 12着 | 01:52.6 | 0蛯沢誠治 | 51        | キョウエイグリーン |

## 繁殖成績
|       | 生年   | 馬名              | 性 | 毛色 | 父                              | 戦績    | 勝ち鞍、備考                                                                      | 供用     | 出典         |
| ----- | ------ | ----------------- | -- | ---- | ------------------------------- | ------- | --------------------------------------------------------------------------------- | -------- | ------------ |
| 初仔  | 1974年 | カネミノブ        | 牡 | 鹿毛 | バーバー                        | 37戦8勝 | 1978年:有馬記念、アルゼンチン共和国杯、日本経済賞 1980年:目黒記念（春）、毎日王冠 | 種牡馬   | [ 11 ]       |
|       | 1975年 | 不受胎            |    |      | バーバー                        |         |                                                                                   |          | [ 3 ]        |
| 2番仔 | 1976年 | カネテツセン      | 牝 | 鹿毛 | バーバー                        | 2戦0勝  |                                                                                   | 繁殖牝馬 | [ 12 ]       |
| 3番仔 | 1977年 | カネスズラン      | 牝 | 鹿毛 | バーバー                        | 3戦0勝  |                                                                                   | 繁殖牝馬 | [ 13 ]       |
| 4番仔 | 1978年 | プリンセスジュラ― | 牝 | 鹿毛 | バーバー                        | 10戦2勝 |                                                                                   |          | [ 14 ]       |
|       | 1979年 | 不受胎            |    |      | アレツ                          |         |                                                                                   |          |              |
| 5番仔 | 1980年 | ネジロオパール    | 牝 | 鹿毛 | バーバー                        | 22戦2勝 |                                                                                   |          | [ 15 ]       |
| 6番仔 | 1981年 | カネバンダイ      | 牡 | 鹿毛 | バーバー                        | 25戦1勝 |                                                                                   |          | [ 16 ]       |
| 7番仔 | 1982年 | デビューせず      | 牡 | 鹿毛 | バーバー                        | 未出走  | 当歳時骨折のため安楽死                                                            |          | [ 17 ]       |
|       | 1983年 | 空胎              |    |      |                                 |         |                                                                                   |          | [ 3 ]        |
|       | 1984年 | 不受胎            |    |      | バーバー グッドリー             |         |                                                                                   |          | [ 3 ]        |
|       | 1985年 | 不受胎            |    |      | リアルム                        |         |                                                                                   |          | [ 3 ] [ 18 ] |
|       | 1986年 | 不受胎            |    |      | マナード                        |         |                                                                                   |          | [ 3 ] [ 18 ] |
| 8番仔 | 1987年 | ワンアンドレディ  | 牝 | 鹿毛 | マンオブビィジョン              | 未出走  | 片目失明のため競走馬デビューせず                                                  | 繁殖牝馬 | [ 19 ]       |
|       | 1988年 | 不受胎            |    |      | パーフライト ルイヴィルサミット |         |                                                                                   |          | [ 3 ] [ 18 ] |
|       | 1989年 | 不受胎            |    |      | ルイヴィルサミット              |         |                                                                                   |          | [ 18 ]       |
|       | 1990年 | 不受胎            |    |      | カネオオエ                      |         |                                                                                   |          | [ 18 ]       |
|       | 1991年 | 不受胎            |    |      | ルイヴィルサミット              |         |                                                                                   |          | [ 18 ]       |

## 血統表
| カネヒムロの血統（パーソロン系 / Tourbillon5×5=6.25%、Colorado5×5=6.25%） | カネヒムロの血統（パーソロン系 / Tourbillon5×5=6.25%、Colorado5×5=6.25%） | カネヒムロの血統（パーソロン系 / Tourbillon5×5=6.25%、Colorado5×5=6.25%） | （血統表の出典） | （血統表の出典） |
| 父 *パーソロン Partholon 1960 鹿毛 アイルランド                           | 父の父Milesian 1953 鹿毛 イギリス                                         | My Babu                                                                   | Djebel           | Djebel           |
| 父 *パーソロン Partholon 1960 鹿毛 アイルランド                           | 父の父Milesian 1953 鹿毛 イギリス                                         | My Babu                                                                   | Perfume          |                  |
| 父 *パーソロン Partholon 1960 鹿毛 アイルランド                           | 父の父Milesian 1953 鹿毛 イギリス                                         | Oatflake                                                                  | Coup de Lyon     | Coup de Lyon     |
| 父 *パーソロン Partholon 1960 鹿毛 アイルランド                           | 父の父Milesian 1953 鹿毛 イギリス                                         | Oatflake                                                                  | Avena            |                  |
| 父 *パーソロン Partholon 1960 鹿毛 アイルランド                           | 父の母Paleo 1953 鹿毛 フランス                                            | Pharis                                                                    | Pharos           | Pharos           |
| 父 *パーソロン Partholon 1960 鹿毛 アイルランド                           | 父の母Paleo 1953 鹿毛 フランス                                            | Pharis                                                                    | Carissima        |                  |
| 父 *パーソロン Partholon 1960 鹿毛 アイルランド                           | 父の母Paleo 1953 鹿毛 フランス                                            | Colonice                                                                  | Abjer            | Abjer            |
| 父 *パーソロン Partholon 1960 鹿毛 アイルランド                           | 父の母Paleo 1953 鹿毛 フランス                                            | Colonice                                                                  | Colonis          |                  |
| 母 カネタチバナ 1963 栗毛 日本                                            | 母の父ヒカルメイジ 1954 黒鹿毛 日本                                       | Bois Roussel                                                              | Vatout           | Vatout           |
| 母 カネタチバナ 1963 栗毛 日本                                            | 母の父ヒカルメイジ 1954 黒鹿毛 日本                                       | Bois Roussel                                                              | Plucky Liege     |                  |
| 母 カネタチバナ 1963 栗毛 日本                                            | 母の父ヒカルメイジ 1954 黒鹿毛 日本                                       | *イサベリーン                                                             | Canon Law        | Canon Law        |
| 母 カネタチバナ 1963 栗毛 日本                                            | 母の父ヒカルメイジ 1954 黒鹿毛 日本                                       | *イサベリーン                                                             | Legal Tender     |                  |
| 母 カネタチバナ 1963 栗毛 日本                                            | 母の母*コンキユバイン Concubine 1948 鹿毛 イギリス                        | Le Pacha                                                                  | Biribi           | Biribi           |
| 母 カネタチバナ 1963 栗毛 日本                                            | 母の母*コンキユバイン Concubine 1948 鹿毛 イギリス                        | Le Pacha                                                                  | Advertencia      |                  |
| 母 カネタチバナ 1963 栗毛 日本                                            | 母の母*コンキユバイン Concubine 1948 鹿毛 イギリス                        | Climax                                                                    | Precipitation    | Precipitation    |
| 母 カネタチバナ 1963 栗毛 日本                                            | 母の母*コンキユバイン Concubine 1948 鹿毛 イギリス                        | Climax                                                                    | Riot F-No.9-c    |                  |